# Gaston II. de Foix-Candale
Gaston II. de Foix-Candale († 1500) war seit 1485 Captal de Buch, Titulargraf von Candale und Graf von Bénauges sowie Vizegraf von Castillon. Er war ein Sohn von Jean IV. de Foix-Grailly und dessen Ehefrau Margarethe de la Pole.
Gaston entstammte dem in der Gascogne begüterten Haus Grailly, dessen Angehörige während des Hundertjährigen Krieges Anhänger der Könige Englands waren. Doch nach dem Ende des Krieges schloss Gastons Vater mit dem französischen König Frieden und erhielt 1461 den zuvor beschlagnahmten Besitz der Familie ausgehändigt, welchen Gaston erbte. Neben seinem Erbe trug er auch den Titel eines Grafen von Candale (Comte de Candale), der auf den englischen Titel eines Earl of Kendal zurückgeht, der einst seinem Vater von König Heinrich VI. von England verliehen und von König Eduard IV. wieder entzogen worden war. 1488 wurde Gaston von König Karl VIII. von Frankreich in das einträgliche Amt eines Großseneschalls von Guyenne eingesetzt.

## Ehen und Nachkommen
Gaston war seit 1469 in erster Ehe mit seiner Verwandten Catherine, einer Tochter des Grafen Gaston IV. von Foix und dessen Ehefrau Königin Eleonore von Navarra, verheiratet. Ihre Kinder waren:
- Gaston III. de Foix-Candale, genannt „der Lahme“ († 1536), Captal de Buch, Graf von Candale und Bénauges, ⚭ Marthe, Gräfin von Astarac
- Jean de Foix-Candale († 25. Juli 1529), von 1501 bis 1529 Erzbischof von Bordeaux
- Pierre de Foix-Candale, Baron de Langon
- Anne de Foix-Candale (* 1484; † 26. Juli 1506 in Buda), verheiratet seit dem 29. September 1502 mit König Vladislav II. von Böhmen und Ungarn

Gaston heiratete in zweiter Ehe (um 1494) Isabelle, eine Tochter des Sire Alain d’Albret und dessen Ehefrau Françoise de Châtillon. Isabelle war eine Schwägerin von Cesare Borgia. Ihre Kinder waren:
- Alain, Vizegraf von Castillon
- Amanieu († 1559), von 1552 bis 1556 Bischof von Carcassonne, von 1556 bis 1559 Bischof von Mâcon
- Louise († 1. Oktober 1534), verheiratet seit dem 7. Juli 1514 mit François de Melun, Herr von Antoing und Graf von Epinoy[2]